# 穴蛛科
穴蛛科（Antrodiaetidae）是地蛛總科下的一個科。

## 分佈
穴蛛科下的大部份生物都位於美國西部及東部。
Antrodiaetus roretzi和A. yesoensis原産於日本。

## 外部連結
- Images of a folding trapdoor spider